# Ghostbusters: Afterlife
Ghostbusters 4: Afterlife és una pel·lícula de comèdia sobrenatural nord-americana del 2021 dirigida per Jason Reitman, que va coescriure el guió amb Gil Kenan. És la seqüela de Els caçafantasmes (1984) i Caçafantasmes 2 (1989), i la quarta pel·lícula de la franquícia Caçafantasmes. És protagonitzada per Carrie Coon, Finn Wolfhard, Mckenna Grace, and Paul Rudd, i compte amb Bill Murray, Dan Aykroyd, Ernie Hudson, Annie Potts, i Sigourney Weaver que reprodueixen els seus personatges de les pel·lícules anteriors. Ambientada 32 anys després dels esdeveniments de Caçafantasmes 2, segueix una mare soltera i els seus fills que es traslladen a una granja d'Oklahoma que van heretar del seu pare Egon Spengler, un membre dels Caçafantasmes originals. Ha estat subtitulada al català.

## Repartiment
- Mckenna Grace[2] com a Phoebe Spengler[3][4][5]
- Finn Wolfhard[6] com a Trevor Spengler[3][4][5]
- Logan Kim com a Podcast[5]
- Celeste O'Connor com a Lucky Domingo[5]
- Carrie Coon[6] com a Callie Spengler[3][4][5]
- Paul Rudd[7] com a Gary Grooberson[3][5]
- Bill Murray com a Peter Venkman[3][8]
- Dan Aykroyd com a Raymond "Ray" Stantz[9]
- Ernie Hudson com a Winston Zeddemore[5][9]
- Annie Potts com a Janine Melnitz[5][10]
- Sigourney Weaver com a Dana Barrett[11]

## Producció
El 16 de gener de 2019, Entertainment Weekly va reportar que Sony Pictures havia estat treballant secretament en una seqüela de la saga original dels Caçafantasmes. La cinta està dirigida per Jason Reitman, i segueix els esdeveniments de les cintes originals dels anys 1980 dirigides pel seu pare, Ivan Reitman i Dominique B.
Sony Pictures va establir l'estiu de 2020 com a data estimada per a aquesta nova entrega a l'univers de la franquícia i Jason Reitman va aclarir que la pel·lícula de 2016 amb Kate McKinnon, Leslie Jones, Kristen Wiig i Melissa McCarthy no tindria cap mena de connexió amb la seva.
Es va confirmar el retorn dels actors de les pel·lícules anteriors: Dan Aykroyd, Ernie Hudson, Bill Murray, Sigourney Weaver i Annie Potts. Un altre membre del repartiment original, Rick Moranis, que interpretava el paper de Louis Tully, no surt a la pel·lícula de Jason Reitman, tot que sí que va confirmar el febrer de 2020 que està present a la pel·lícula Shrunk, de la saga iniciada per Honey, I Shrunk the Kids.
Harold Ramis, que interpretava el Dr. Egon Spengler, va morir el 2014.

## Crítiques
Ghostbusters: Afterlife va rebre ressenyes generalment positives de part de la crítica i de l'audiència. Al lloc web Rotten Tomatoes, la pel·lícula té una aprovació de 63%, basada en 307 ressenyes, amb una qualificació de 6.2/10 i amb un consens crític que diu: "Ghostbusters: Afterlife creua els corrents entre el renaixement de la franquícia i l'exercici de la nostàlgia - i aquesta vegada, la cacera majoritàriament se sent bé." De part de l'audiència té una aprovació de 91%, basada en més de 10 000 vots, amb una qualificació de 4.4/5.
El lloc web Metacritic va donar a la pel·lícula una puntuació de 45 de 100, basada en 47 ressenyes, indicant "ressenyes mixtes o mitjana". Les audiències enquestades per CinemaScore li van atorgar a la pel·lícula una "A-" en una escala de A+ a F, mentre que al lloc IMDb els usuaris li van assignar una qualificació de 7.1/10, sobre la base de 8716 voto.